# Leslie Groves
Leslie Groves (17 augustus 1896 – 13 juli 1970) was een ingenieur-officier van de United States Army, meer specifiek van de U.S. Army Corps of Engineers. Hij was toezichthouder op de bouw van het Pentagon en had de militaire leiding van het Manhattanproject.

## Militaire loopbaan
- Second Lieutenant: 1 november 1918
- First Lieutenant: 1 mei 1919[1]
- Captain: 20 oktober 1934
- Major: 1 juli 1940
- Colonel (AUS): 14 november 1940[2]
- Brigadier General (AUS): 6 september 1942[2]
- Lieutenant Colonel: 11 december 1942[2]
- Tijdelijk Major General (AUS): 9 maart 1944[2][3]
- Brigadier General: 6 december 1945[2]
- Lieutenant General (AUS): 24 januari 1948[2]
- Major General: 29 februari 1948[2]
- Lieutenant General: 29 februari 1948 (gedateerd 16 juli 1945)[2]

## Decoraties
- Distinguished Service Medal
- Legioen van Verdienste[4]
- Commandeur in de Kroonorde (België)
- Lid in de Orde van het Bad[3]
- Medal of Merit (Nicaragua)